# Isla Saint-Honorat
Isla Saint-Honorat o Isla San Honorato (en francés: Île Saint-Honorat) es la segunda más grande de las Islas Lérins, situada a una milla de la costa de la ciudad de Cannes, en la Riviera francesa, perteneciente al departamento de Alpes marítimos (región de Provenza-Alpes-Costa Azul).
Es la isla más alejada de la costa y más pequeña que Sainte-Marguerite, pero más grande que Saint-Ferréol. Con 1,5 kilómetros de longitud (de este a oeste) y 400 m de ancho, se encuentra a 2,9 km al sur del la Croisette, en Cannes, y está separada de la isla Sainte-Marguerite por un estrecho canal llamado “Plateau du Milieu”. Está arbolada con pinos marítimos y magníficos pinos piñoneros.
La isla, conocida por los romanos como Lerina, estuvo deshabitada hasta que San Honorato fundó en ella un monasterio en algún momento alrededor del año 410. Desde entonces Saint-Honorat tiene vocación monástica y allí se encuentra la abadía de Lérins. Su antiguo monasterio fortificado, situado en la península al sur de la isla y visible desde lejos, domina directamente el mar. En la actualidad, en Saint-Honorat vive una veintena de monjes que residen en un monasterio de la Congregación Cisterciense de la Inmaculada Concepción.